# Krzemowodory

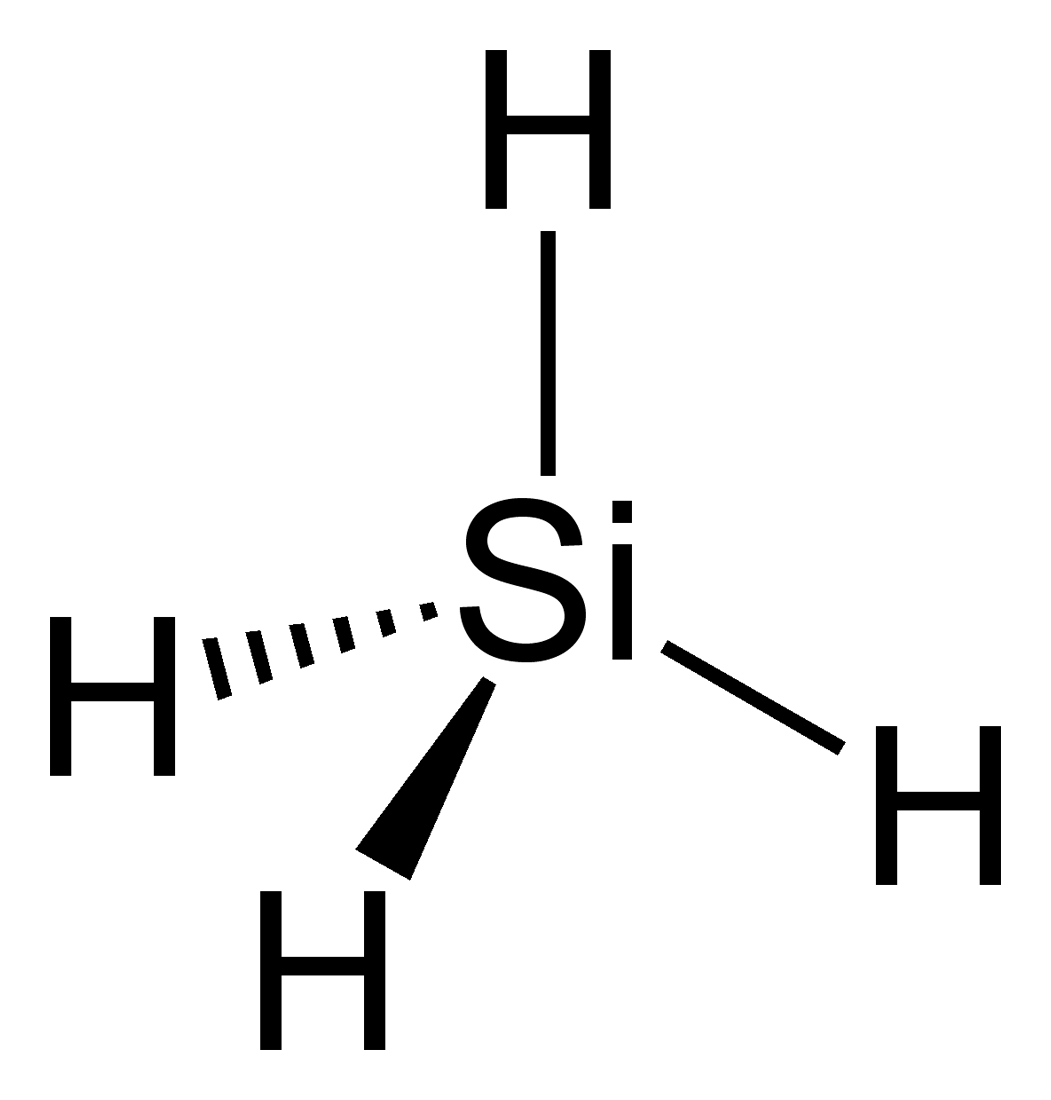
Monosilan

Krzemowodory – związki krzemu z wodorem o wzorze ogólnym SinH2n+2, krzemowe analogi nierozgałęzionych alkanów. Nazywane również silanami lub zaliczane do nich jako podgrupa, wraz ze związkami zawierającymi grupy alkilowe oraz inne podstawniki.

## Właściwości
Krzemowodory są bezbarwnymi gazami lub cieczami, o charakterystycznym zapachu, trującymi, nierozpuszczalnymi w wodzie. Na powietrzu zapalają się. W nieobecności powietrza SiH4 jest trwały, ale trwałość krzemowodorów maleje ze wzrostem liczby atomów krzemu. Reagują z fluorowcami, trudniej z fluorowcowodorami, tworząc liczne pochodne (podobnie jak węglowodory), na przykład:
SiH4 + HCl → H2 + SiH3Cl (monochloromonosilan)
Najprostszy krzemowodór – monosilan (SiH4) – jest gazem o temperaturze wrzenia –112 °C. Disilan (Si2H6) jest również gazem, natomiast wyższe krzemowodory są cieczami.

## Otrzymywanie
Monosilan otrzymuje się przez działanie kwasem solnym na krzemek magnezu:
Mg2Si + 4HCl → 2MgCl2 + SiH4↑